# Lăng Thành
Lăng Thành là một xã bán sơn địa thuộc huyện Yên Thành, tỉnh Nghệ An, Việt Nam. Theo cuốn lịch sử huyện Yên Thành do Nhà xuất bản Chính trị QG phát hành 2010 thời Bắc thuộc Yên Thành được gọi là huyện Hàm Hoan thuộc quận Cửu Chân đời Triệu, quận Cửu Đức đời Ngô, quận Nhật Nam đời Tùy, rồi Hoan Châu đời Đường. Năm Trinh Quán thứ nhất (627) đời Đường, Hoan Châu được chia thành Diễn Châu và Hoan Châu và lỵ sở của Diễn Châu đóng ở làng Kẻ Sừng xã Qùy Lăng nay thuộc xã Lăng Thành. Sang thời độc lập, nhà Khúc (905-907), nhà Ngô (939-965) vùng Qùy Lăng vẫn là trung tâm của Châu Diễn.
Về địa lý núi cao nhất YT là Mồng Gà nằm phía Bắc xã Lăng Thành. Ở đây cũng có con sông Sừng bắt nguồn từ động Mồng Gà chảy qua làng Qùy Lăng đổ xuống sông Sở.
Đình Sừng là di tích kiến trúc nghệ thuật cấp Quốc gia là trung tâm văn hóa của Qùy Lăng xưa, Là nơi hội họp và sinh hoạt văn hóa. Nguyên xưa đình được làm bằng tranh tre, nằm giữa một quần cư trù mật, quanh đình có làng mạc, cây đa, bến nước, có con sông Sừng uốn khúc như dải lụa mềm chở nặng phù sa tắm mát cho ruộng đồng. Cùng với nhiều kiến trúc cổ đặc sắc như cầu đá, cổng làng... đã tôn vinh vẻ đẹp độc đáo, tinh túy của ngôi đình cổ và đến năm 1929 đình được tu lý xây dựng lại to đẹp như hiện nay.

## Địa giới hành chính
Xã Lăng Thành ngày nay có tổng DT tự nhiên rộng nhất huyện Yên Thành. Với đường địa giới dài gần 60 km, xã Lăng Thành giáp với các xã Hồng Thành, Phú Thành, Hậu Thành, Mã Thành, Tiến Thành, Hùng Thành và Kim Thành của huyện Yên Thành, xã Nghĩa Dũng, Nghĩa Bình, Nghĩa Hợp của huyện Tân Kỳ Và xã Tân Sơn huyện Quỳnh lưu.
Xã có 13 xóm (Gồm xóm 1, xóm 2, xóm 3 xóm 4, xóm 5, xóm 6, xóm 7, xóm 8, xóm 9A,xóm 9B, Xóm 10, Xóm 11 và xóm 12). Có nhiều người học giỏi, đỗ đạt cao như ông Nguyễn Hữu Đạo (Xóm 2, Hội nguyên Hoàng giáp khoa Tân Vỵ năm Chính Hòa 12, vua Lê Hy Tông (1691))...
Trung tâm văn hoá và chính trị của xã là xóm 5. Nơi đây đã dần hình thành Thị tứ với nhiều dịch vụ ra đời.
Năm 2011 sát nhập 50 hộ xóm 5 vào xóm 6. Xóm 10 sát nhập vào xóm 9a.
Thông tư số 14/2018/TT-BNV ngày 3/12/2018 của Bộ Nội vụ về tổ chức và hoạt động của thôn, tổ dân phố, quy mô số hộ gia đình tại các tỉnh miền Trung được quy định cụ thể: các xóm, bản ở xã có 250 hộ gia đình trở lên; khối ở phường, thị trấn 300 hộ gia đình trở lên; thôn, bản ở các xã biên giới 100 hộ gia đình trở lên. Lăng Thành sát nhập 12 thôn xóm thành 6 xóm: 

## Diện tích, dân số
Diện tích: 4936.93 ha, Dân số: 7950 người

## Hạ tầng giao thông
Trước đây, hệ thống giao thông của Lăng Thành còn tương đối khó khăn. Tuy nhiên, từ năm 2022, hệ thống giao thông của xã đã được đầu tư nâng cấp bài bản gồm tuyến đường tỉnh 538E, tuyến đường huyện từ trường THPT Bắc Yên Thành đi UBND xã Mã Thành. Năm 2023, tiếp tục khởi công đầu tư tuyến đường nối từ cầu cây phượng đi đường 522. Đặc biệt cầu cây phượng sẽ được đầu tư, nâng cấp đủ tiêu chuẩn cho các loại xe lớn. Hệ thống giao thông nông thôn được đầu tư đồng bộ.

## Văn hóa
Lăng Thành là vùng đất địa linh nhân kiệt, từ lâu đã nổi tiếng với đức hiếu học, là cái nôi của nghệ thuật hát chèo miền trung với làng Chèo Quỳ Lăng nơi sinh ra nghệ nhân Nguyễn Bá Cần. Xã Lăng Thành có nhiều di tích lịch sử văn hoá lâu đời như Đình Sừng, Đền Làng Giáp...
Cơ cấu kinh tế ngày càng hoàn chỉnh với đa ngành, đa nghề nhằm khai thác hết tiềm năng thế mạnh. Nông - lâm nghiệp ngày càng được củng cố, TTCN - thương mại - dịch vụ ngày càng được quan tâm đầu tư phát triển. Nhờ nhận được sự quan tâm chỉ đạo giúp đỡ của các cấp các ngành, sự chỉ đạo sát đúng của Đảng uỷ - UBND, các ngành nghề đã phát triển một cách đồng đều. Tốc độ phát triển kinh tế đạt 14,2%, vượt so với kế hoạch và tăng so với năm trước. Nâng bình quân thu nhập xã hội lên xấp xỉ 14,2 triệu đồng/người/năm (2012), tăng 14%, thu nhập bình quân đầu người đạt hơn 12,6 triệu đồng, tăng 19% so với cùng kỳ năm ngoái.

### Giáo dục
Lăng Thành có 4 trường học đóng trên địa bàn gồm 1 trường Trung hoc phổ thông, 1 trường Trung học cơ sở, 1 trường Tiểu học (2 cơ sở) và 1 trường mầm non. Hàng năm Lăng Thành có từ 40 đến 50 người đậu các trường đại học và cao đẳng. Học sinh ở đây có tinh thần hiếu học, từ gia đình thôn xóm, xã đều quan tâm đến việc học của các em.

### Lễ hội
Vào tháng giêng âm lịch nhân dân xã Lăng Thành tổ chức lễ hội đình Sừng, đây là lễ hội lâu đời. Tuy nhiên một thời gian bị gián đoạn và mới được khôi phục lại. Ngoài ra Lăng Thành còn có lễ rước và tế tổ của các dòng họ vào rằm tháng 2 hằng năm. Bên cạnh những lễ hội cổ truyền thì Lăng Thành còn tổ chức các ngày hội lớn chào mừng các ngày lễ lớn của đất nước mà đặc biệt là ngày quốc khánh 2/9. Hàng năm Lăng Thành đều tổ chức hội trại cho các em thiếu niên nhi đồng vào dịp này.

## Thủy lợi
Lăng Thành có hai con sông chảy qua là Sông Đào và Sông Sừng. Sông Đào được thực dân Pháp xây dựng, bắt nguồn từ Sông lam tại Đô Lương chảy qua 3 huyện Yên Thành, Diễn Châu và Quỳnh lưu, là nguồn nước chính phục vụ cho sản xuất nông nghiệp. Sông Sừng là con Sông nhỏ bắt nguồn từ xã Tiến Thành chảy về trung tâm xã Lăng Thành. Bên cạnh đó Lăng Thành còn có con kênh Vếc Bắc chảy qua, có các con đập đẹp cung cấp nước cho nông nghiệp như Đập Bồng Sơn tại xóm 2, Đập khe cạn...

## Du lịch
Lăng Thành còn nổi tiếng với diện tích rừng của mình. Đặc biệt là rừng Lim xanh bao quang Bàu Sừng uốn lượn, cùng với những cánh rừng thông xanh bát ngát và đã cho nhựa hàng năm. Đay là triển vọng mở ra nền du lịch sinh thái và đặc biệt là nguồn nấm lim rừng quý hiếm mà nhân dân xã chưa khai thác hết tiềm năng.